# Калангула, Петер
Петер Таньянджендж Калангула (англ. Peter Tanyangenge Kalangula; 12 марта 1926, Омафо — 20 февраля 2008, Виндхук) — намибийский англиканский священник и политик, президент Демократического альянса Турнхалле в 1980—1982. Основатель христианско-демократической партии. В независимой Намибии — епископ Англиканской церкви Овамболенда.

## Священник
Родился в деревенской семье овамбо из Охангвены. Отец Петера Калангулы был убит в столкновении с южноафриканскими солдатами. Окончил англиканскую миссионерскую школу. Работал учителем, служил переводчиком в администрации Овамболенда.
В 1966 Петер Калангула поступил в Алисе в протестантскую Федеральную духовную семинарию Южной Африки. С 1969 — диакон Англиканской церкви Южной Африки, с 1971 — священник англиканской миссии Овамболенда.
Петер Калангула стремился создать автономную англиканскую епархию овамбо. На этой почве у него возник конфликт с епископом Дамараленда Колином Уинтером — последовательным противником апартеида и южноафриканской оккупации Юго-Западной Африки (ЮЗА). Калангула учредил Англиканскую церковь Овамболенда и в 1979 был рукоположен в священники Реформатской евангелической англиканской церкви Южной Африки.

## Политик
Политически Петер Калангула придерживался консервативно-националистических и антикоммунистических взглядов. В принципе он был сторонником независимости Намибии, но вполне допускал сотрудничество с южноафриканской оккупационной администрацией ЮЗА. Выступал против партизанской войны, которую вело марксистское движение СВАПО.
С 1973 Петер Калангула был депутатом законодательного совета Овамболенда. Состоял в Национально-демократической партии. В этом качестве участвовал в конституционной конференции 1975—1977, организованной в Виндхуке властями ЮАР и лояльными организациями ЮЗА. Выступил одним из учредителей правой коалиции Демократический альянс Турнхалле (ДТА). Занимал в Овамболенде посты министра общественных работ и министра образования. В 1980 Петер Калангула сменил Корнелиуса Нджобу на посту президента ДТА.
Петер Калангула был сторонником преобразования альянса в единую партию (что и было впоследствии сделано в независимой Намибии). Однако большинство политиков ДТА выступало против этого, поскольку усматривало в данном проекте стремление подчинить альянс интересам овамбо. Потерпев неудачу, в 1982 Калангула вышел из ДТА (его преемником стал Бен Африка, затем Куаима Рируако).
Покинув ДТА, Петер Калангула создал партию Христианско-демократическая акция за социальную справедливость. Политические позиции Калангулы заметно радикализировались. Он попытался заключить союз с боевиком СВАПО Закарией Нашанди, но этот план не увенчался успехом. Существует информация о планах южноафриканской спецгруппы «Бюро гражданского сотрудничества» убить Калангулу в середине 1980-х.

## Епископ
После провозглашения независимости Намибии в 1990 Петер Калангула отошёл от активной политики. В 2001 был возведён в сан епископа англиканской церкви. Вёл христианскую проповедь и активное церковное общение. Был известен как человек доброжелательный и гостеприимный.
Петер Калангула был женат, имел шестерых детей. Скончался в возрасте 81 года.